# Giordano Ruffo

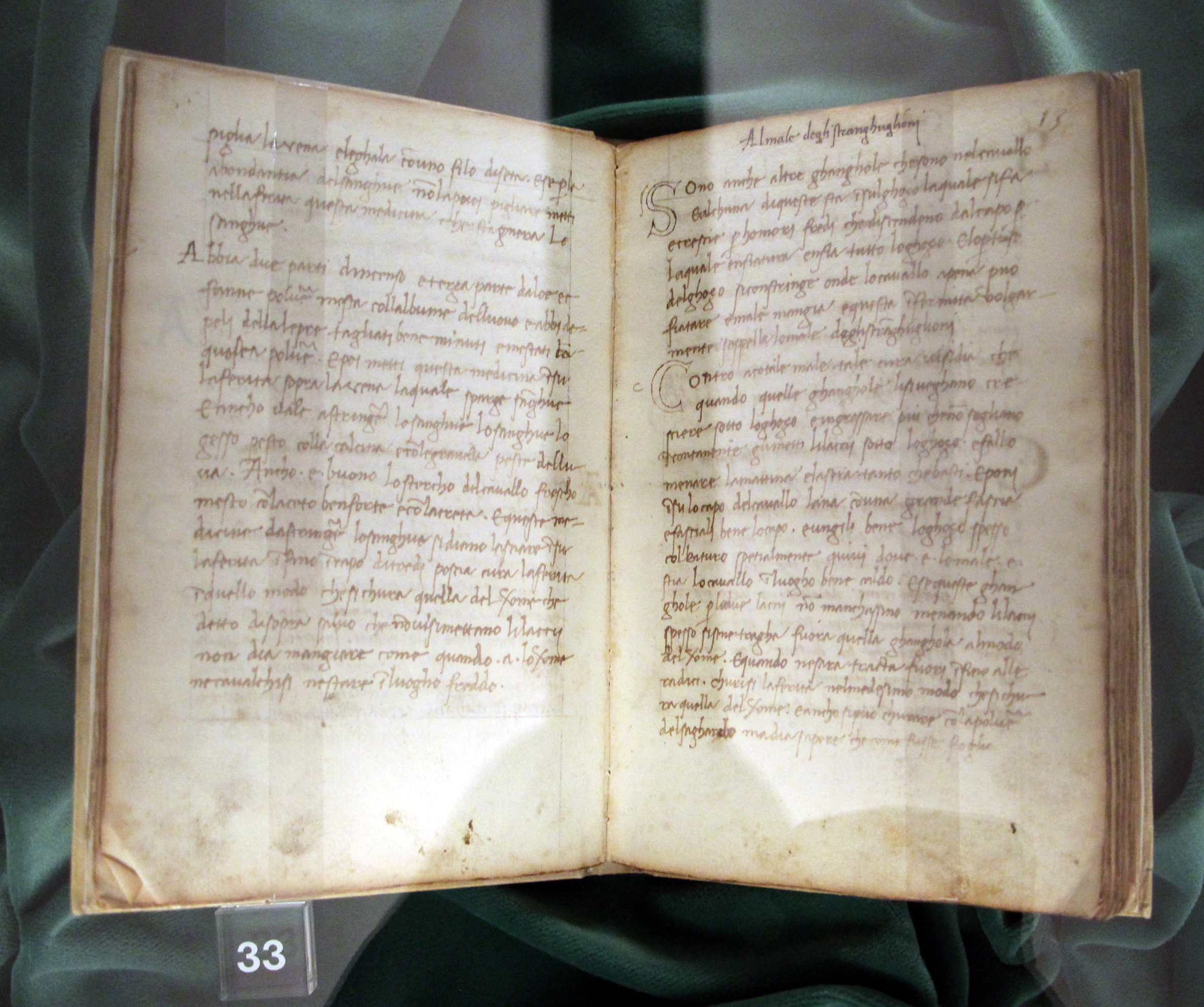
De medicina equorum volgarizzato in un manoscritto italiano del 1490-1510 circa (Biblioteca Medicea Laurenziana, Ashburnham 1464)

Giordano Ruffo di Calabria (lat. Jordanus Rufus, fl. 1239 ca.; ... – 1257) fu un funzionario di Federico II di Svevia, del quale fu castellano e maniscalco. È noto soprattutto per essere stato una sorta di proto-veterinario, autore di un celebre trattato di ippiatria.

## Biografia
Giordano era un esponente dei Ruffo, una famiglia che conoscerà la sua ascesa sociale sotto Federico II. Era nipote di Pietro Ruffo, importante funzionario di Federico II, ed era cugino (o fratello) di Folco Ruffo, poeta della scuola siciliana. Dalla cronaca di Riccardo di San Germano sappiamo che nel 1239 fu nominato castellano e destinato per questo ufficio a Montecassino.
Le sue qualità gli guadagnarono i favori dell'imperatore svevo, che lo annoverò tra i suoi familiares e lo ebbe come maniscalco.
La fedeltà alla dinastia sveva declinò con la morte di Federico II e questo determinò anche la sua disgrazia. Giordano condivise la fine tragica di suo zio Pietro, che aveva tradito la causa degli Hohenstaufen schierandosi con papa Alessandro IV contro Manfredi.
Manfredi condannò Pietro Ruffo a morte mentre questi era in esilio, e lo fece uccidere nel 1257 a Terracina. Giordano fu invece accecato, ma morì ugualmente per gli esiti delle ferite agli occhi.

### Il trattato di mascalcia
È conosciuto per un trattato di ippiatria, concentrato soprattutto sulla cura dei cavalli da adibire alla guerra. Il trattato gli fu commissionato dall'imperatore stesso, che ne supervisionò la stesura, ma non fu completato se non dopo la morte di Federico II. Era il primo trattato di veterinaria dell'Europa latina. Ebbe una notevole fortuna, conoscendo subito una traduzione in ebraico. In seguito conoscerà diverse edizioni (tra cui un incunabolo e alcune cinquecentine) e varie traduzioni e imitazioni. Edizione più recenti si sono avute nel 1818 e nel 2002 (La Mascalcia, a cura di Pasquino Crupi, Rubbettino Editore ISBN 978-88-498-0480-5).